# Мушаббихиты
Муша́ббихиты (араб. مشبهة‎ — «уподобляющие», антропоморфисты) — общее название последователей различных неортодоксальных догматических школ, представлявших Аллаха в атрибутах и образах творений. Мушаббихитов также называют муджассимитами (придающими Богу телесные качества).

## В Коране
В Коране нет прямого уподобления Аллаха человеку, но есть выражения, дающих основание для их сравнения: об Аллахе говорится как о видящем, слышащем, восседающем на Троне, имеющем Лик, Руки, Глаза и т. д. Вместе с тем в Коране настойчиво подчёркивается непохожесть Аллаха ни на что в мире.
Противоречивость Корана в этом вопросе на многие века предопределила разногласия в мусульманском обществе. Учения о божественной сущности и атрибутах стали одним из предметов острой полемической борьбы среди мусульманских богословов, часто обвинявших своих оппонентов в склонности к антропоморфизму.

## История
Основателем мушаббихизма считается Джахм ибн Сафван (ум. 746), отрицавший Божественные атрибуты и уподоблявший Аллаха человеку. Абдуль-Кахир аль-Багдади (ум. 1037) в книге «аль-Фарк Байн аль-Фирак» подразделял мушаббихитов на 2 группы:
- уподоблявшие Божественную сущность сущности творений
- уподоблявшие только Божественные атрибуты атрибутам творений[8].

По словам исламского ересиографа аш-Шахрастани, основатель хашимитской секты Хашим ибн аль-Хакам в споре с мутазилитом Абуль Хузайлом доказывал ему, что Бог имеет конкретное тело, подобное человеческому, и даже указывал на длину некоторых его органов.
Настаивавшим на буквальном понимании антропоморфических выражений в Коране (прежде всего захиритам), противостояли мутазилиты, которые отрицали наличие у Аллаха свойств, порожденных человеческими представлениями. Мутазилиты считали, что соответствующие коранические выражения необходимо толковать аллегорически, и обвиняли в антропоморфизме тех, кто признавал наличие возможность лицезрения Аллаха в раю и нахождения Аллаха на Троне (арш). Некоторые басрийские мутазилиты в определённой степени допускали в своих воззрениях антропоморфизм, считая, что Божественная воля идентична воле человека или способность разговора у Бога аналогична человеческой. Опираясь на формальную логику, мутазилиты считали, что Аллах должен занимать определённое место в некоем пространстве.
Представители ортодоксального ислама считали, что в вопросах Божественных атрибутов, находящихся в сфере иррационального, нельзя опираться лишь на доводы формальной логики. Описанные в Коране и Сунне атрибуты непостижимы для человеческого разума и носят лишь иносказательный характер на уровне восприятия человеческим разумом. Согласно ортодоксальному исламу Божественные атрибуты являются безграничными, идеальными и извечными. Маликиты учили безраздельно верить этим выражениям и не пытаться истолковать их смысл (би-ля кайфа).
Буквальное понимание антропоморфических выражений в Коране и Сунне логически и естественно приводило к представлению Аллаха в образе человека. Первыми к антропоморфизму пришли «крайние» шииты (мугириты, мансуриты, хаттабиты и др.), обожествлявшие шиитских имамов или своих избранников. Баяниты представляли Аллаха в виде человека из света. Джаваликиты — наполовину полым, черноволосым, но бестелесным. Мукатил ибн Сулайман (ум. 767), Дауд аль-Джавариби и др. наделяли Аллаха человеческими атрибутами («Аллах есть тело, плоть и кровь наподобие человека»). При этом они считали, что Аллах не похож ни на что и ничто не похоже на него.
Мусульманские богословы относили к мушаббихитам тех, кто в антропоморфическом духе судил о божественных атрибутах и отрицал их предвечность или прибегал к аллегорическому толкованию. «Правоверные» богословы выступали как против уподобления Аллаха человеку (ташбих), так и против лишения его атрибутов (татиль).